# Perclorat de potasiu
Percloratul de potasiu este sarea potasiului cu acidul percloric (un perclorat) și are formula KClO4. Este un agent oxidant puternic, dar cu substanțele organice reacționează destul de lent. Este un solid cristalin, incolor și este folosit la prepararea unor amestecuri explozive.

## Proprietăți chimice
Percloratul de potasiu este un puternic agent oxidant, astfel că reacționează exoterm cu glucoza cu obținerea de dioxid de carbon:
{\displaystyle {\ce {{3 KClO4}+ {C6H12O6}-> {6 H2O}+ {6 CO2}+ {3 KCl}}}}